# Ekeby socken, Östergötland

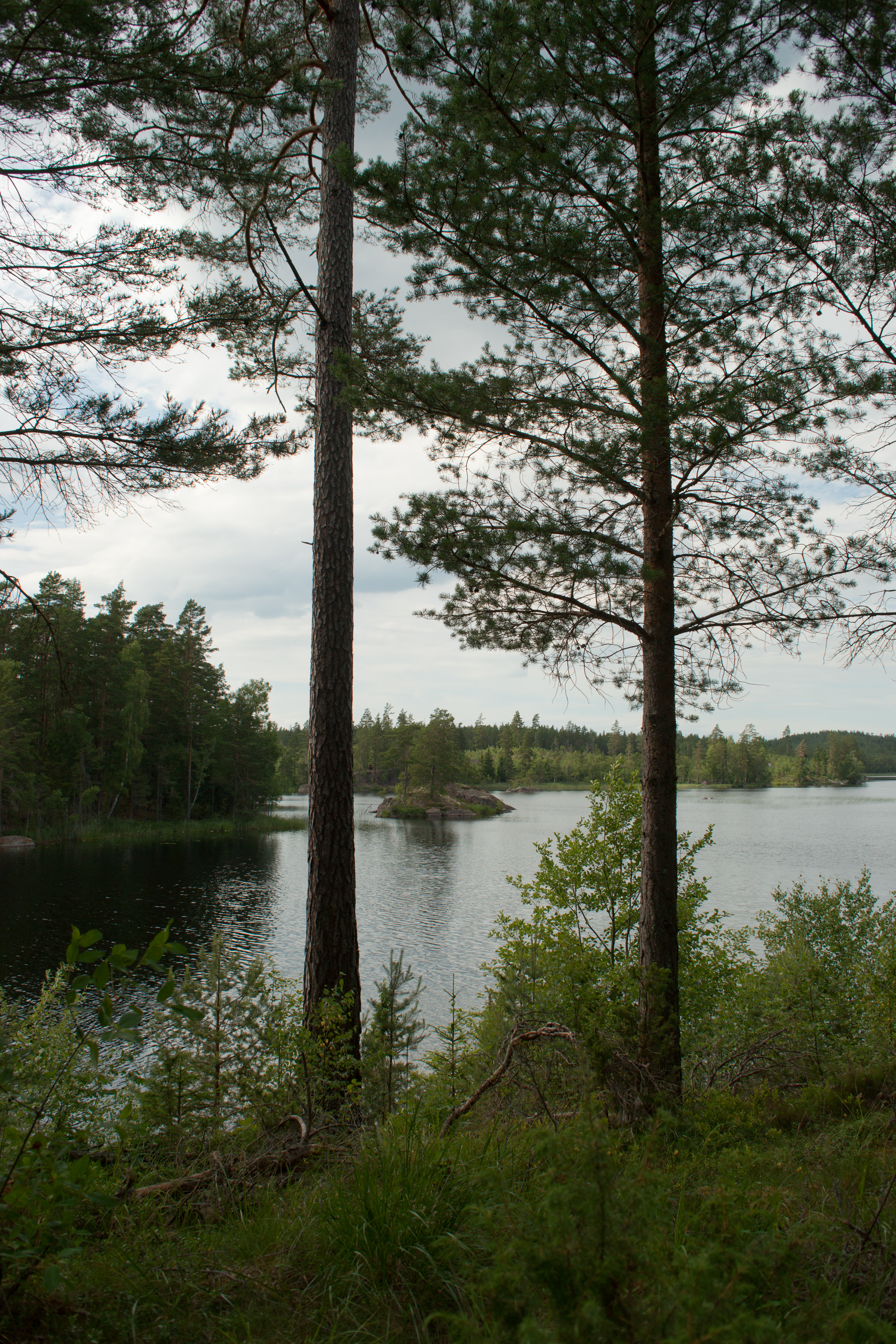
Stensjön ligger i Ekeby sockens norra delar, på gränsen till Blåviks socken

Ekeby socken i Östergötland ingick i Göstrings härad, ingår sedan 1971 i Boxholms kommun och motsvarar från 2016 Ekeby distrikt.
Socknens areal är 118,01 kvadratkilometer, varav 111,74 land. År 2000 fanns här 3 892 invånare. Tätorten Boxholm med Boxholms kyrka samt kyrkbyn Ekeby med sockenkyrkan Ekeby kyrka ligger i denna socken. 

## Administrativ historik
Ekeby socken har medeltida ursprung.
Vid kommunreformen 1862 övergick socknens ansvar för de kyrkliga frågorna till Ekeby församling och för de borgerliga frågorna till Ekeby landskommun. 1 maj 1880 utbröts Blåviks socken. 5 augusti 1904 inrättades Boxholms municipalsamhälle med en del i denna landskommun och en del i Åsbo landskommun, där delen i Åsbo överfördes till Ekeby 1926. Landskommunen ombildades 1 januari 1947 till Boxholms köping och ingår sedan 1971 i Boxholm kommun. Församlingen uppgick 2010 i Boxholms församling.
1 januari 2016 inrättades distriktet Ekeby, med samma omfattning som församlingen hade 1999/2000.
Socknen har tillhört samma fögderier och domsagor som socknens härader. De indelta soldaterna tillhörde Första livgrenadjärregementet, Ombergs kompani och Andra livgrenadjärregementet, Skenninge kompani.
Socknen var uppdelad i följande rotar: Bleckenstad rote, Ljungby rote, Hagby rote, Bäcke rote, Östra skogbo rote och Vestra skogbo rote.

## Gårdar och hemman
| Namn         | Hemman |  |
| ------------ | ------ |  |
| Bleckenstad  |        |  |
| Bärbäck      |        |  |
| Hässlekullen |        |  |
| Dala         |        |  |
| Öringe       |        |  |
| Linnefors    | 1/2    |  |
| Hanarp       |        |  |
| Ekeby        |        |  |
| Ljungby      |        |  |

## Geografi
Ekeby socken ligger sydväst om Mjölby kring Boxholm med Sommen i söder och kring Svartån. Socknen består av uppodlad dalgångsbygd utmed Svartån och skogsbygder däromkring.

## Fornlämningar
Kända från socknen är tre hällkistor och andra fynd från stenåldern, gravrösen och stensträngar från bronsåldern medan lämningar från järnåldern saknas men kan ha bortodlats vid ån. Fem runristningar är kända varav fyra vid kyrkan.

## Namnet
Namnet (1341 Eghby) kommer från kyrkbyn. Förleden innehåller ek. Efterleden är by, 'gård;by'.

## Befolkningsutveckling
| Befolkningsutvecklingen i Ekeby socken, Östergötland 1750–1990                                           | Befolkningsutvecklingen i Ekeby socken, Östergötland 1750–1990 | Befolkningsutvecklingen i Ekeby socken, Östergötland 1750–1990 | Befolkningsutvecklingen i Ekeby socken, Östergötland 1750–1990 | Befolkningsutvecklingen i Ekeby socken, Östergötland 1750–1990 |
| --- | -------------------------------------------------------------- | -------------------------------------------------------------- | -------------------------------------------------------------- | -------------------------------------------------------------- |
| |                                                                |                                                                |                                                                |                                                                |
| År |                                                                |                                                                | Folkmängd                                                      |                                                                |
| 1750 | 1750                                                           |                                                                | 1 348                                                          |                                                                |
| 1760 | 1760                                                           |                                                                | 1 338                                                          |                                                                |
| 1769 | 1769                                                           |                                                                | 1 301                                                          |                                                                |
| 1780 | 1780                                                           |                                                                | 1 497                                                          |                                                                |
| 1790 | 1790                                                           |                                                                | 1 671                                                          |                                                                |
| 1800 | 1800                                                           |                                                                | 1 801                                                          |                                                                |
| 1810 | 1810                                                           |                                                                | 1 827                                                          |                                                                |
| 1820 | 1820                                                           |                                                                | 1 964                                                          |                                                                |
| 1830 | 1830                                                           |                                                                | 2 052                                                          |                                                                |
| 1840 | 1840                                                           |                                                                | 2 205                                                          |                                                                |
| 1850 | 1850                                                           |                                                                | 2 402                                                          |                                                                |
| 1860 | 1860                                                           |                                                                | 2 387                                                          |                                                                |
| 1870 | 1870                                                           |                                                                | 2 671                                                          |                                                                |
| 1880 | 1880                                                           |                                                                | 2 754                                                          |                                                                |
| 1890 | 1890                                                           |                                                                | 2 885                                                          |                                                                |
| 1900 | 1900                                                           |                                                                | 3 384                                                          |                                                                |
| 1910 | 1910                                                           |                                                                | 3 705                                                          |                                                                |
| 1920 | 1920                                                           |                                                                | 3 932                                                          |                                                                |
| 1930 | 1930                                                           |                                                                | 4 311                                                          |                                                                |
| 1940 | 1940                                                           |                                                                | 4 047                                                          |                                                                |
| 1950 | 1950                                                           |                                                                | 4 269                                                          |                                                                |
| 1960 | 1960                                                           |                                                                | 4 157                                                          |                                                                |
| 1970 | 1970                                                           |                                                                | 4 847                                                          |                                                                |
| 1980 | 1980                                                           |                                                                | 4 326                                                          |                                                                |
| 1990 | 1990                                                           |                                                                | 4 146                                                          |                                                                |
| Anm: Källor: Umeå universitet - Tabellverket 1749-1859, Demografiska databasen, CEDAR, Umeå universitet. |                                                                |                                                                |                                                                |                                                                |

### Fotnoter
1. 1 2 3 4 5 6  Anton Ridderstad, Historiskt, geografiskt och statistiskt lexikon öfver Östergötland, s. 90.[källa från Wikidata]
2. 1 2  Svensk Uppslagsbok andra upplagan 1947–1955: Ekeby socken
3. 1 2  Harlén, Hans; Harlén Eivy (2003). Sverige från A till Ö: geografisk-historisk uppslagsbok. Stockholm: Kommentus. Libris 9337075. ISBN 91-7345-139-8
4. ↑  ”Församlingar”. Statistiska centralbyrån. https://www.scb.se/hitta-statistik/regional-statistik-och-kartor/regionala-indelningar/forsamlingar/. Läst 30 december 2022.
5. ↑  Administrativ historik för Ekeby socken (Klicka på församlingsposten). Källa: Nationella arkivdatabasen, Riksarkivet.
6. 1 2  Sjögren, Otto (1931). Sverige geografisk beskrivning del 2 Östergötlands, Jönköpings, Kronobergs, Kalmar och Gotlands län. Stockholm: Wahlström & Widstrand. Libris 9939
7. 1 2  Nationalencyklopedin
8. ↑  Fornlämningar, Statens historiska museum: Ekeby socken, Östergötland
9. ↑  Fornminnesregistret, Riksantikvarieämbetet: Ekeby socken, Östergötland Fornminnen i socknen erhålls på kartan genom att skriva in sockennamn (utan "socken") i "Ange geografiskt område"
10. ↑  Mats Wahlberg, red (2003). Svenskt ortnamnslexikon. Uppsala: Institutet för språk och folkminnen. Libris 8998039. ISBN 91-7229-020-X. https://isof.diva-portal.org/smash/get/diva2:1175717/FULLTEXT02.pdf